# 75式手槍

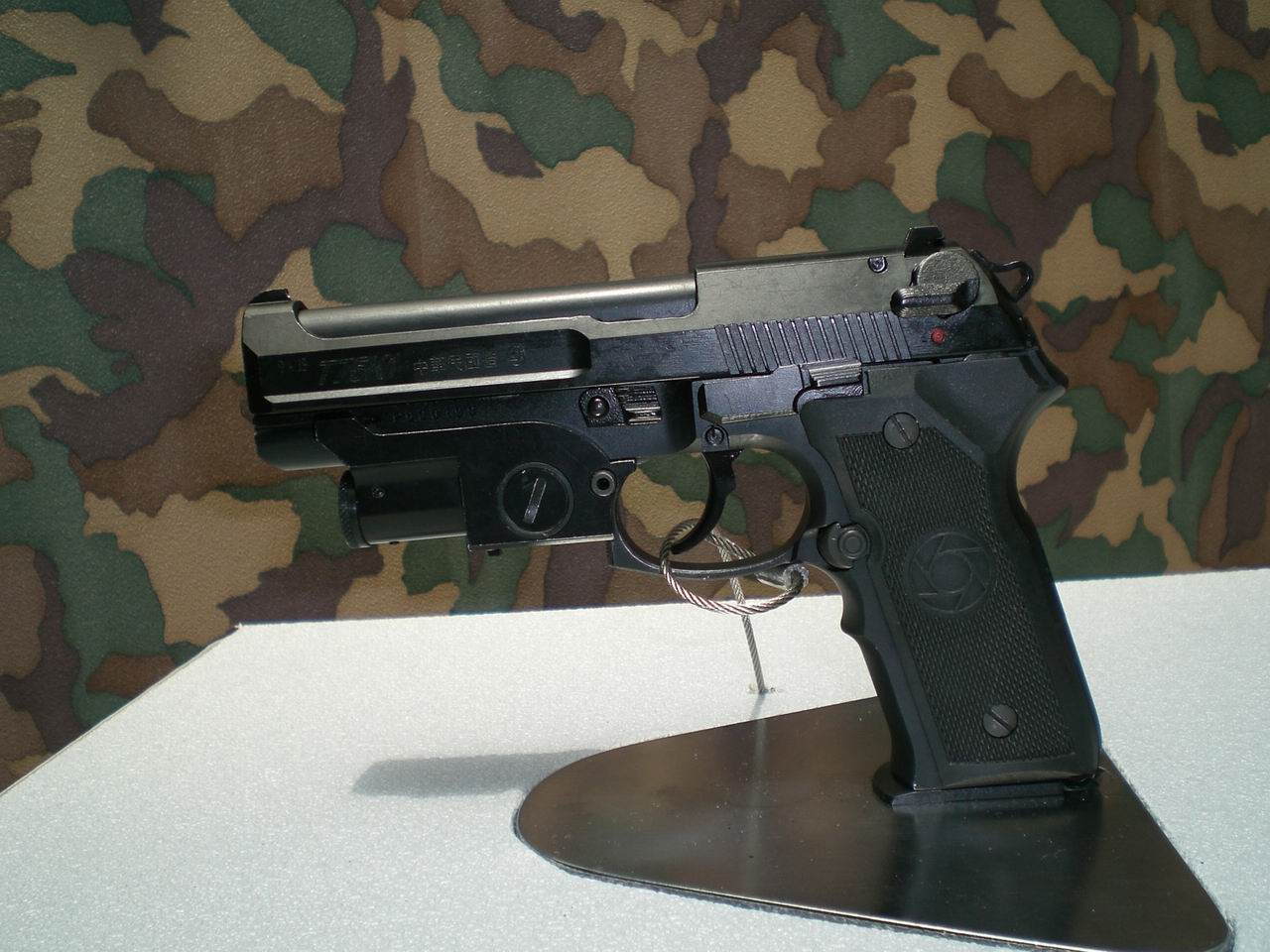
T75K1

75式手槍（75式拳銃、T75手槍）は、1986年に開発された中華民国国軍の制式半自動式拳銃。手槍は中国語で拳銃の意である。

## 概要
イタリアのベレッタM92をベースに製造された。バレル先端をカットするなどの改良が施されている。
派生バージョンとして消音式モデル、コンパクトモデル、XT84(全自動射撃モデル、試作モデル)、T75K1(1998年の改良モデル)、T75K2(カーボン素材を使用)、T75K3がある。
中華民国陸軍および海軍陸戦隊、法執行機関では憲兵隊および警察が採用している。